# Étienne Laisné
Étienne Laisné (* 5. August 1905 in Allouagne; † 18. Oktober 1997 in Auchel) war ein französischer Geher.
Im 50-km-Gehen wurde er bei den Leichtathletik-Europameisterschaften 1934 in Turin Fünfter und bei den Olympischen Spielen 1936 in Berlin Achter.
Seine persönliche Bestzeit über diese Distanz von 4:32:11 h stellte er 1937 auf.